# 18241 Ґензель
18241 Ґензель (18241 Genzel) — астероїд головного поясу, відкритий 29 вересня 1973 року.
Тіссеранів параметр щодо Юпітера — 3,347.